# Wielki Meczet i szpital w Divriği
Wielki Meczet i szpital Divriği (tur. Divriği Ulu Cami ve Darüşşifa) – to najbardziej charakterystyczny punkt orientacyjny miasta Divriği. Meczet i kompleks szpitalny zostały założone w latach 1228–29 przez emira Ahmeda Szaha. Meczet miał pojedynczą salę modlitw i był przekryty dwiema kopułami. Architektura meczetu charakteryzuje się wymyślną techniką konstrukcji sklepień i pomysłową dekoracją rzeźbiarską – zwłaszcza na trzech portalach, w kontraście do surowych ścian wewnętrznych. To arcydzieło sztuki islamu zostało w 1985 wpisane na listę światowego dziedzictwa UNESCO.
Wielki meczet i szpital Divriği stanowią najstarszy kompleks architektoniczny i zarazem najbardziej od strony detalu opracowany średniowieczny zabytek Anatolii.

## Historia i architektura
Miasto Divriği zostało po 1071 zdobyte przez Turków Seldżuckich. W 1118 zostało przekazane we władanie Mengücek Beyowi, którego ród rządził w zasadzie prowincją nieprzerwanie aż do najazdu mongolskiego w 1277.
Meczet w Divriği stanowi przykład architektury seldżuckich meczetów Anatolii. Nie ma on dziedzińca, kolumnad ani odkrytej misy do ablucji. Przyległy szpital nadaje całemu założeniu wyjątkowy charakter.
Prostokątny kompleks budynków zajmujący południowo-zachodnie zbocze wzgórza, na którym wznosi się zamek Divriği został założony w latach 1228–29 przez emira Ahmeda Shaha z rodu Mengüceków, natomiast szpital dla umysłowo chorych (marestan) ufundowała jego małżonka, Malikaturan Malik. Te dwie dopełniające się budowle wzniósł ten sam architekt Khurramshad z Ahlat.

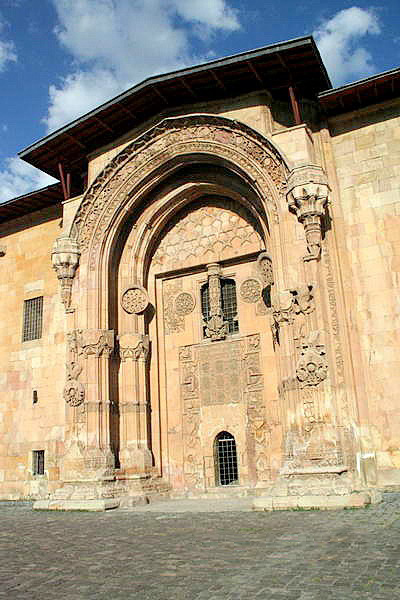
Portal prowadzący do szpitala

Pojedyncza sala modlitw wielkiego meczetu składa się z pięciu naw, z których każda dzieli się na pięć przęseł. Salę przekrywa kamienne sklepienie nad którym wznoszą się dwie nierównej wysokości kopułami, z których jedna znajduje się nad misą do ablucji a druga nad mihrabem.
Nawa centralna jest szersza od pozostałych. Na południowej ścianie znajduje się kibla oraz największy i najbardziej udekorowany minbar w Anatolii, wyrzeźbiony w kamieniu, elegancki ale bardziej powściągliwy niż którykolwiek z portali. Bogato dekorowany jest również mahoniowy minbar zbudowany w 1241 przez Ahmada z Tyflisu. Ma on 20 inskrypcji wplecionych w dekorację rzeźbiarską.
Z zewnątrz kompleks Divriği przedstawia fascynujący kontrast między niskimi, ślepymi murami prostokątnego założenia a trzema ogromnymi portalami, które zapewniają dostęp do szpitala od zachodu i do meczetu od północy i zachodu. Te trzy wysokie wnękowe portale, z ich wybujałą dekoracją, zarówno kwiatową i geometryczną były przedmiotem najbardziej paradoksalnych porównań z zabytkami khmerskimi i gotyckimi. W przypadku sklepień w meczecie i w szpitalu architekt prawdopodobnie czerpał inspiracje z architektonicznych motywów ówczesnej Armenii i Gruzji, przetwarzając je w pomysłowy sposób. Istnieje też czwarte, ostatnie wejście od strony wschodniej, którego początki prawdopodobnie sięgają 1241.